# Xyris filifolia
Xyris filifolia är en gräsväxtart som beskrevs av L.A.Nilsson. Xyris filifolia ingår i släktet Xyris och familjen Xyridaceae. Inga underarter finns listade i Catalogue of Life.